# Exèrcit de la República clon
El Gran Exèrcit de la República Galàctica, també anomenat Exèrcit de la República o Exèrcit de Clons, formava la columna vertebral de l'armada de la República Galàctica durant les Guerres Clon. Amb la seva capacitat de pensament creatiu un exèrcit de clons és considerablement més eficient que un exèrcit d'androides.

## L'entrenament dels clons
Les unitats d'aquest exèrcit creades en les instal·lacions de clonació de Ciutat Tipoca a Kamino trigaven solament 10 anys a madurar a causa de l'accelerament de creixement. L'exemplar genètic original era Jango Fett que va incloure com a recompensa una còpia "inalterada" d'ell mateix; qui seria el seu fill Boba Fett. Cada unitat era sotmesa a entrenament de combat intensiu, i a certes unitats amb funcions especials se'ls proveïa de coneixements específics de professions, com pilots, artillers, forces especials, etc.

## Descobriment
El pla kaminoà que representava el projecte secret de clonació de la República. Al principi de l'administració Palpatine, la República no tenia forces armades permanents, encara que el debat sobre el restabliment d'un exèrcit i una marina s'havia estat debatent durant dècades. En una època, les forces militars de la República eren considerables, però després de la guerra entre la llum i la foscor, va començar un procés a favor de l'Orde Jedi on aquests actuaven com a negociadors, representants i si era necessari com a defensors de la República. Però amb moltes crisis amuntonades, alguns membres de l'ordre van començar a sentir una foscor, que els seus jedis no serien suficients per a lluitar sols. Algú suplantant el Mestre Jedi Sifo-Dyas en secret va ordenar la creació d'un exèrcit de clons sense el coneixement o l'aprovació dels seus companys, en resposta a l'ombra creixent en la Força, encara que el seu exèrcit aviat fos descobert per Darth Sidious, que va conspirar per a usar el Gran Exèrcit de la República i poders executius d'emergència per als seus propis projectes.
Quan Obi-Wan s'assabenta que al planeta Kamino els seus habitants, els kaminoans, estaven preparant un exèrcit de clons per a la República Galàctica. Allí, Obi-Wan descobreix una força conspirativa a càrrec del Comte Dooku, i composta també per la Federació de Comerç, la Tecno Unió, el Clan Bancari Intergalàctic, etc., la qual es va denominar "Confederació de Sistemes Independents". Obi-Wan envia un missatge a Anakin, perquè aquest al seu torn li reenviï a tots els Jedi i així alertar-los de d'aquesta nova força conspirativa, i que a més enviïn reforços a Geonosis. No obstant això, cau presoner del Comte Dooku mentre estava enviant el missatge.
Dooku tracta que Obi-Wan sigui el seu aliat, i a través d'ell, el Jedi descobreix que el misteriós Comte era el deixeble del senyor fosc dels Sith. Anakin, que al principi s'oposava a fer-ho (perquè no volia arriscar a Padmé), finalment viatja amb la senadora a rescatar al seu mestre, caient presoners ells dos també. Però llavors arriben a Geonosis per rescatar a Obi-Wan, a Anakin i a Padmé, ja que abans de partir per a Goenosis el jove Skywalker havia reexpedit el missatge del seu mestre a Coruscant. En la sorra de Geonosis es lliura una mini-batalla en la qual els Jedi assoleixen eliminar a centenars de droides que tractaven d'assassinar-los; però això no va ser suficient, a causa que cada vegada arribaven més i més droides; i quan tot semblava perdut, arriba el mestre Yoda amb milers de clons que ara constituïen l'Exèrcit de la República.
Es desencadena llavors la històrica batalla de Geonosis, la primera entre la República Galàctica i la Confederació de Sistemes Independents. En el fragor de la batalla el Comte Dooku fuig, perseguit per Anakin Skywalker i Obi-Wan Kenobi. Estos arriben fins al cau de Dooku, on es produïx una baralla entre aquest i Anakin i Obi-Wan. Dooku derrota fàcilment a Obi-Wan, i a Anakin li talla l'avantbraç. De sobte arriba el mestre Yoda en el moment just per a salvar els Jedi. Aquest inicia una batalla amb el Comte Dooku, la qual acaba amb la retirada del Sith.

## Composició de l'exèrcit clon
Estructura de comandament de les forces regulars:
Gran Exèrcit—10 exèrcits de sistemes, un total de 3.000.000 de tropes, amb el Canceller Suprem Palpatine comandant en cap.
Exèrcit de sistema—2 Exèrcits sectorials (294.912 tropes) liderats per un Alt General Jedi (Membre de l'Alt Consell Jedi)
Exèrcit sectorial—4 cossos (147.456 tropes) liderats per un General Jedi Sènior (Mestre Jedi) 
Cos—4 legions (36.864 tropes) liderades per un Comandant Clon Marescal i un General Jedi.
Legió/Brigada—4 regiments (9.216 tropes) liderades per un Comandant Clon Sènior i un General Jedi.
Regiment—4 batallons (2.304 tropes) liderades per un Comandant padawan.
Batalló—4 companyies (576 tropes) liderades per un General Major.
Companyia—4 escamots (144 tropes) liderades per un Capità.
Escamot—4 esquadres (36 tropes) liderades per un Tinent.
Esquadra—9 tropes liderades per un Sergent.

## Estructura de comandament en les Forces Especials
Brigada de Forces Especials—20 grups (10.000 hòmens), comandats pel general Jedi Sènior Arligan Zey, component 10 batallons un any després de la Batalla de Geonosis.
Grup de Comandos—5 companyies (500 homes), comandats pel general Jedi Bardan Jusik (Cavaller Jedi).
Companyia—5 tropes (100 homes).
Tropa—5 esquadrons (20 homes).
Esquadra—4 homes.

## Jerarquia de comandament
Canceller Suprem
Alt General Jedi
General Jedi Sènior
General Jedi Comandant
Clon Marshal Comandant
Clon Sènior
Comandant Jedi
Comandant de Regiment Clon
Comandant Clon
Major Clon
Capità Clon
Tinent Clon
Sergent Clon
Soldat clon

## L'Ordre 66
L'Ordre 66 era una de les cent cinquanta Ordres de Contingència del Gran Exèrcit de la República amb les quals els Soldats Clon van ser secretament indoctrinats durant el seu entrenament en Kamino. L'Orde marcava els Jedi com a traïdors a la República i ordenava la seva execució immediata i sense qüestionament. La transmissió d'aquesta per part del Suprem Canceller Palpatine va marcar l'inici formal de la Gran Purga Jedi. Gairebé la totalitat de l'Orde Jedi va ser eliminada durant l'execució de l'Ordre 66, mentre que gairebé tots els supervivents serien eliminats durant la Gran Purga. No obstant això, l'Orde Jedi sobreviuria gràcies a les accions dels Mestres Obi-Wan Kenobi i Yoda, qui, a l'entrenar Luke Skywalker en el camí de La Força, van sembrar les llavors per al sorgiment de la Nova Orde Jedi.

## Orígens de l'ordre 66
L'Ordre 66 es trobava en un document titulat Ordres de Contingència per al Gran Exèrcit de la República: Iniciació d'Ordre, Ordres 1 fins a 150, Document GER CO(CL) 56-95, el qual contenia una sèrie d'ordres especials de contingència per a totes les possibles situacions d'emergència i que els soldats clon foren preparats en secret per a executar immediatament i sense qüestionament. El text de l'Orde declarava:

## Ordre 66
En l'eventualitat que els oficials Jedi actuïn en contra dels interessos de la República, i després de rebre ordres específiques verificades com provinents directament del Comandant Suprem (Canceller), els comandants del GER trauran aquests oficials amb força letal, i el comando del GER recaurà sobre el Comandant Suprem (Canceller) fins que una nova estructura de comandament sigui establerta.